# Marko Dević
Marko Dević (ukrainisch Марко Девич / Marko Dewytsch, serbisch Марко Девић, * 27. Oktober 1983 in Belgrad, SFR Jugoslawien) ist ein ehemaliger ukrainischer Fußballspieler serbischer Abstammung. Der Mittelfeldspieler stand zuletzt bei Sabah FK in Aserbaidschan unter Vertrag und stand die längste Zeit seiner aktiven Spielerkarriere in der Ukraine unter Vertrag.

## Karriere
Dević startete seine Karriere in Belgrad. Sein erster Verein war FK Zvezdara. Später spielte er bei FK Železnik, FK Radnički Jugopetrol und FK Voždovac. 2005 wurde er vom ukrainischen Klub Wolyn Luzk verpflichtet, der in der ukrainischen ersten Liga spielte (Premjer-Liha). Am Ende der Saison kehrte Dević nach Serbien zurück. Wenig später verpflichtete Trainer Myron Markewytsch den Stürmer für den ost-ukrainischen Verein Metalist Charkiw. In der Saison 2007/08 wurde Marko Dević Torschützenkönig der Liga mit 19 Treffern in 27 Spielen. Zu der Saison 2008/09 hatte Dević einen schlechten Start, aber im 13. Spiel schoss er zwei Tore gegen Tschornomorez Odessa. So kam er am Ende der Spielzeit noch auf acht Tore in 24 Einsätzen. In der Saison 2010/11 erzielte er in 24 Spielen 13 Tore, in der folgenden Saison waren es 11 Tore in 26 Spielen. Dazu kamen noch fünf Tore in der Europa League. Zur Saison 2012/2013 wechselte er zu Schachtar Donezk.
Zur Rückrunde der Saison 2012/2013 wechselt er zu Metalist Charkiw zurück.

### Nationalmannschaft
Im Juni 2008 bekam Marko Dević die ukrainische Staatsangehörigkeit, so dass er für die ukrainische Nationalmannschaft spielen konnte. Wenig später folgte die Nominierung durch Trainer Olexij Mychajlytschenko, so dass er am 19. November 2008 gegen Norwegen sein erstes Länderspiel absolvierte.
Devic stand im Kader des ukrainischen Teams bei der Europameisterschaft 2012 und kam in allen drei Vorrundenspielen zum Einsatz.